# Sokolovská uhelná

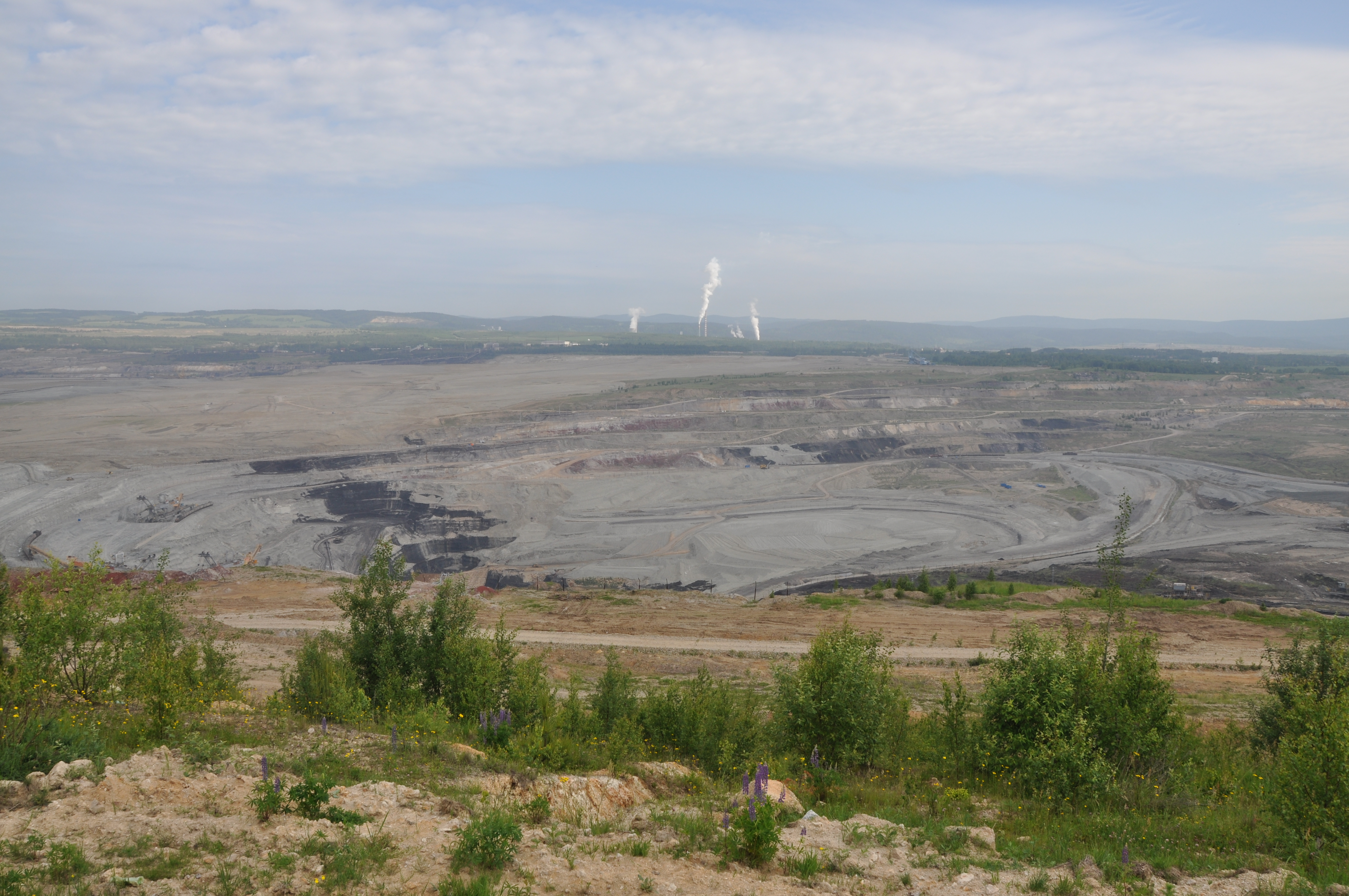
Lom Družba

Sokolovská uhelná, právní nástupce, a.s. (VKM: SUAS) je nejmenší těžební společnost hnědého uhlí a zároveň jedním z výrobců elektrické energie v České republice. Těžbu provádí v Sokolovské pánvi.

## Součásti
Společnost vlastní lomy Družba a Jiří. Vlastní a provozuje také zpracovatelský závod Vřesová, ve kterém se nachází plynárna (původně postavena pro výrobu svítiplynu), která zplynováním uhlí dříve vyráběla energoplyn sloužící jako palivo pro paroplynovou elektrárnu Vřesová o výkonu 370 MWe a na stejném místě také teplárnu o výkonu 220 MWe. Teplárna vytápí dálkovým horkovodem okolní města Karlovy Vary, Chodov, Nová Role, Nové Sedlo a obec Vintířov. Odpadní produkty vznikající při zplyňování uhlí jsou po dočištění nabízeny na trhu chemických produktů (benzín, kyselina sírová, dehet, fenol). Odpadní produkty spalování na Teplárně (hydrosměs popílku, suchý popílek, enegrosádrovec, sádra) se dále využívají ve stavebnictví.
SUas provozovala do roku 2010 poslední brikétárnu v ČR.
Poblíž zpracovatelské části Vřesová se nachází i lomová těžba žulového kamene v majetku Sokolovské uhelné Horní Rozmyšl.
Firma provádí rozsáhlé rekultivace krajiny dotčené těžbou hnědého uhlí. Po napuštění jezera Medard by mělo od roku 2025 začít budování multifunkční stezky podél celého břehu jezera a následně bude pokračovat zasídlení a rozvoj lokality.
Od října 2016 je Sokolovská uhelná majitelem Elektrárny Tisová, kterou odkoupila od společnosti ČEZ. Tato dosluhující tepelná Elektrárna Tisová je teplofikačním zdrojem s parní primární sítí pro města Sokolov a Březová a horkovodním zdrojem pro města Habartov a Bukovany. 

## Historie
Společnost Sokolovská uhelná, a. s. vznikla v roce 1994 spojením Palivového kombinátu Vřesová, Hnědouhelných dolů Březová a Rekultivací Sokolov. Část akcií byla prodána v rámci kupónové privatizace, část pak městům a obcím, stát si ponechal 48 % akcií. O další privatizaci státního podílu uvažovala vláda Miloše Zemana v roce 2001, při očekávaném výnosu 8 mld. Kč. Privatizaci nakonec zrealizovala vláda Vladimíra Špidly, po zrušeném výběrovém řízení vláda jednala pouze se společností Sokolovská těžební a.s. ovládanou managementem dolů. V březnu 2004 pak rozhodla o prodeji za částku 2,6 mld. Kč. V roce 2005 bylo jmění společnosti převedeno na Sokolovskou těžební, která současné změnila svou firmu na Sokolovská uhelná, právní nástupce, a.s.. Společnost vlastnili František Štěpánek (40 %), Jaroslav Rokos (30 %) a Jan Kroužecký (30 %), jehož podíl se snažil získat Pavel Tykač. Z těchto důvodů byl v roce 2015 odkoupen podíl Jana Kroužeckého a převeden na společnost Sokolovská uhelná, právní nástupce, a.s.
V roce 2020 spáchal František Štěpánek sebevraždu, když jedním z důvodů měly být ekonomické potíže Sokolovské uhelné. Jeho tehdy již 57% podíl připadl Svěřenskému fondu Františka Štěpánka, jehož beneficienty jsou členové jeho rodiny. V roce 2022 společnost odkoupila i podíl Jaroslava Rokose, čímž se svěřenský fond stal jediným akcionářem společnosti. Za svůj podíl měl dostat asi 5,4 mld. Kč. V letech 2021 až 2024 byl členem představenstva bývalý europoslanec Pavel Poc.
V současnosti[kdy?] společnost postupně snižuje množství vytěženého hnědého uhlí v souvislosti s postupným útlumem těžby, který původně vyvolal především nárůst cen emisních povolenek, nižší poptávka po uhlí i uvalení ekologických daní na spalování uhlí. 

## Hospodaření
V roce 2009 společnost vydělala 1,9 mld. Kč při tržbách 9,4 mld. Společnost má dlouhodobě vysoké zisky, ve fondu nerozděleného zisku z minulých let měla koncem roku 2009 téměř 10 mld. Společnost má aktiva ve výši 19,2 mld. Podle některých odhadů hodnota společnosti přesahovala v roce 2010 15 mld. Kč.
Po sérii slabších hospodářských výsledků, kdy v roce 2019 konsolidovaný celek, zahrnující také Elektrárnu Tisová, dokonce vykázal ztrátu ve výši 331 mil. Kč, za rok 2022 hlavně díky energetické krizi konsolidovaný celek vydělal téměř 2,3 mld. Kč.

## SUAS Group
V roce 2021 byla založena SUAS GROUP a.s., jejímž cílem je fungování firmy zaměřené na bezuhelnou energetiku, ale také strojírenství, stavebnictví, dopravu, průmyslový a rezidenční development i další odvětví. Společnost, měla stejné akcionáře jako Sokolovská uhelná, vznikla však zcela mimo její strukturu a postupně od ní přebírá neuhlené podnikání. V roce 2022 vykázala tržby ve výši přes 1 mld. Kč. V roce 2023 v ní získala minoritní 10 % podíl Carbounion Holding podnikatele Petra Pauknera.